# Esplai Sant Llorenç
L'Esplai Sant Llorenç és una entitat sense ànim de lucre amb entitat jurídica pròpia, que està vinculat a l'Església Catedral de Sant Llorenç de Sant Feliu de Llobregat i està federat al Moviment de Centres d'Esplai Cristians de Catalunya (MCECC).

## Història
En aquest període també es van començar a realitzar algunes activitats per a donar a conèixer i participar en les tradicions i festes de Catalunya i també de les de Sant Feliu, com ara: el Carnestoltes; la festivitat de Sant Jordi; la cantada de caramelles; la venda de castanyes per Tots Sants; les Festes de Tardor, en honor del compatró Sant Rarimi; i les Festes de la Rosa al mes de maig. Les Caramelles es van començar a fer l'any 1980 quan monitors i comissió de pares van decidir crear-ne un grup per tal de retornar una tradició que a Sant Feliu s'havia perdut. Moltes d'aquestes activitats, com ara les Caramelles han continuat realitzant-se al llarg dels anys fins a l'actualitat.
En aquesta etapa entre els fets més destacats hi ha la commemoració del XXVè aniversari de l'Esplai amb diversos actes entre els quals ressalten la cantada de Caramelles al Palau de la Generalitat de Catalunya davant del President Jordi Pujol i l'edició del llibre "25 anys en taronja i negre, 25 anys de l'Esplai Sant Llorenç". També és destacable la inauguració el 7 d'octubre de 2012 dels nous locals de l'Esplai, que es van dur a terme per a substituir l'antic edifici a l'altra banda del pati per a millorar la realització de les activitats de l'Esplai. En aquests últims anys, a banda de seguir amb moltes de les activitats tradicionals també se n'han començat a organitzar de noves, obertes a la participació de tota la ciutat, com ara: el Quinto Popular, en col·laboració amb CAU de Sant Feliu; l'Oktoberfest; una activitat per a col·laborar amb La Marató de TV3; entre d'altres.
L'any 2016 es va commemorar la celebració del 40è aniversari del naixement de l'Esplai.
L'any 2019 es va públicar un disc on es recollien les caramelles més populars de l'Esplai Sant Llorenç sota el nom "Orgull i símbol". Amb aquest mateix nom, es va estrenar un documental el 19 de juny al CineBaix on es feia un repàs per la història de les caramelles i on s'homenatja a Salvador Obiols, director de les caramelles de l'esplai des de la seva instauració. Aquest documental actualment es pot trobar a YouTube i el disc a la plataforma Spotify.